# Abborrsjön (Fritsla socken, Västergötland)
Abborrsjön är en sjö i Marks kommun i Västergötland och ingår i Viskans huvudavrinningsområde.